# ノルベルト・ブルグミュラー
アウグスト・ヨーゼフ・ノルベルト・ブルクミュラー（August Joseph Norbert Burgmüller、1810年2月8日 デュッセルドルフ - 1836年5月7日 アーヘン）は、ドイツの作曲家。
ヨハン・アウグスト・フランツ・ブルクミュラー（後にデュッセルドルフ市音楽監督）の次男。日本で教則本で有名なヨハン・フリートリッヒ・フランツはノルベルトの兄。

## 生涯
有名な学長で、ニーダーライン音楽祭の創始者として知られる父フランツに教えを受けた。幼少より音楽の才能を顕わし、1826年から1831年までカッセルでモーリッツ・ハウプトマンとルイ・シュポーアに作曲を学んだ。定職に就くことなく音楽家仲間の中で生活したが、26歳で急死。療養先のアーヘンで入浴中に、てんかん発作を起こしたことによる溺死だった。
メンデルスゾーンの葬送行進曲 Op.103は、ノルベルトのために作られた曲である。また、シューマンは「シューベルト（31歳で死去）の早世以来、ブルグミュラーの早世ほど悲しいことはない」と語り、ノルベルトの早過ぎた死を悼んでいる。シューマンは、第3楽章まで作曲中だったノルベルトの『交響曲第2番』を補筆している。

## 主要作品
※()内は作曲年を示す。また、作品番号はあくまで出版の際につけられた番号で、作曲された順番を示すものではない。

### オーケストラ作品
- 交響曲第1番 ハ短調 op.2 (1831-33)
- 交響曲第2番 ニ長調 op.11 (1834/35、シューマン補筆完成、第3楽章まで)
- 序曲 ヘ短調 op.5 (1825)
- 4つの間奏曲 op.17 (1827/28)

### 協奏曲
- ピアノ協奏曲 嬰ヘ短調 op.1 (1828/29)

### 室内楽曲
- 弦楽四重奏曲第1番 ニ短調 op.4 (1825)
- 弦楽四重奏曲第2番 ニ短調 op.7 (1825/26)
- 弦楽四重奏曲第3番 変イ長調 op.9 (1826)
- 弦楽四重奏曲第4番 イ短調 op.14 (1835)
- クラリネットとピアノのための二重奏曲 変ホ長調 op.15 (1834)

### ピアノ曲
- ソナタ ヘ短調 op.8 (1826)
- ワルツ 変ホ長調 (1827)
- マズルカ　ホ調
- ポロネーズ ヘ長調 op.16 (1832)
- ラプソディ ロ短調 op.13 (1834)

### 歌曲
- 6つの歌 op.3
- 5つの歌曲 op.6
- 5つの歌 op.10　(第4曲の作詩も担当)
- 5つの歌曲 op.12